# Het Zesde
Het Zesde (Zesde Regiment Infanterie) was een Nederlandse amateurvoetbalclub uit Breda.

## Geschiedenis
Het Zesde werd op 1 oktober 1904 opgericht te Breda op initiatief van Duynhouwer als voortzetting van BVV opgericht.
In 1905 trad dit onderofficiersteam toe tot de tweede klasse competitie van de NVB, de club leidde nogal een zwervend bestaan door de steeds wisselende regionale indelingen. 't Zesde was de enige club die in alle regionale afdelingen is ingedeeld.
Omdat er entree werd geheven bij de wedstrijden raakte ’t Zesde in 1924 haar speelveld kwijt door een maatregel van het ministerie van Oorlog. De spelers sloten zich collectief aan bij Bredania van kapelaan Binck, dat daarna tijdelijk Bredania / ’t Zesde heette.
Op 30 april 1938 werd de club heropgericht. De club speelde in het seizoen 1938/39 wederom in competitie maar stopte daarmee vanwege de mobilisatie op 28 augustus 1939.

## Bekende oud spelers
- Joop Klein Wentink
- Herman Peltzer (international)
- Pim Versluys

SV Advendo · VV Baronie · VV Bavel · VV Beek Vooruit · BSV Boeimeer · RKVV DIA · RKSV Groen Wit · The Gunners · RKVV JEKA · NAC Breda · VV PCP · SAB · TVC Breda · UVV '40 · WDS '19

Voormalig: VV Barça · VV Breda · Bredania · SC Hoge Vucht · CVV Velocitas · 't Zesde